# Saugmotor

Viertaktzyklus eines ideal-typisch langsam laufenden Ottomotors:
In Takt 1 saugt der Kolben durch das geöffnete Einlassventil (links) Gemisch in den Brennraum

Als Saugmotor oder  frei saugender Motor wird heute ein Verbrennungsmotor bezeichnet, bei dem die Verbrennungsluft nicht zusätzlich durch einen Kompressor oder einen Turbolader (Motoraufladung) vorverdichtet wird. Bis in die 2000er Jahre wurde der Begriff davon abweichend speziell für Vergasermotoren benutzt, um sie gegenüber Motoren mit Saugrohreinspritzung abzugrenzen.

## Frühere Verwendung und Bedeutungswandel
Bis in die 1980er Jahre war bei Ottomotoren die Gemischaufbereitung mit Vergaser die Regel, die aufwendigere Einspritzung kam nur bei größeren oder leistungsfähigeren Motoren zum Einsatz. Turbolader waren wenig verbreitet. Der Begriff „Saugen“ bezog sich hier auf den Kraftstoff, der beim Vergasermotor durch die vorbeiströmende Luft aus einer Düse angesaugt, hingegen beim Einspritzmotor aktiv eingespritzt wird. Mit dem Aussterben der Vergasermotoren ab den 1990er Jahren wurde diese Unterscheidung überflüssig. Gleichzeitig verbreitete sich die Turboaufladung immer mehr, weshalb der Begriff einen Bedeutungswandel erfuhr und sich fortan auf die Ansaugluft bezog.

## Heutige Verwendung und Funktion
Bei Viertaktmotoren ist der erste Arbeitstakt der Ansaugtakt, bei dem die Bewegung des Kolbens in Richtung der Kurbelwelle einen Unterdruck im Brennraum erzeugt.
Dabei wird durch das geöffnete Einlassventil bei Ottomotoren mit äußerer Gemischbildung ein Kraftstoff-Luft-Gemisch angesaugt, bei Dieselmotoren und direkteinspritzenden Ottomotoren hingegen reine Luft, da hier der Kraftstoff erst im Brennraum zugeführt wird (innere Gemischbildung).
Zu den Saugmotoren zählen auch Zweitaktmotoren mit Kurbelkastenspülung, bei denen das Gemisch zunächst in das Kurbelgehäuse gesaugt wird.

## Vor- und Nachteile (gegenüber Motoren mit Aufladung)
Vorteile:
- promptere Gasannahme statt Turboloch (wobei heutige Turbo-Motoren ein nur noch schwach oder gar nicht mehr spürbares Turboloch haben).
- geringere Produktions- und Entwicklungskosten
- höhere Zuverlässigkeit, da weniger Einzelteile
- einfachere Wartung

Nachteile:
- schlechteres Leistungsgewicht und schlechterer Wirkungsgrad (bei gleicher Motorleistung größerer Kraftstoffverbrauch)

Kleine Verbrennungsmotoren sind oft Saugmotoren; der Trend geht jedoch auch hier zur Aufladung, da sie effizienter sind. Bei manchen Sportwagen werden bewusst Saugmotoren eingesetzt, weil sie kein Turboloch haben.

## Klangbild
Saugmotoren unterscheiden sich klanglich von Turbomotoren, da Ansaug- und Abgasmündungsgeräusche nicht durch Turboverdichter und Abgasturbine gedämpft werden. Bei Motoren mit mechanischer Aufladung wird nur das Ansauggeräusch bedämpft, es kommen zusätzlich je nach Bauart weitere tonale Komponenten hinzu (Heulen). Turbomotoren erzeugen durch die hohe Drehzahl in Abhängigkeit von der Anzahl der Turbinenschaufeln sehr hochfrequente Geräuschanteile (Turbopfeifen). Bei Lastwechseln von hoher zu niedriger Last wird der überschüssige Ladedruck über das Blow-Off-Ventil entlassen, was bei einigen Fahrzeugen als Zischen zu hören ist.